# 星川祐樹
星川 祐樹（ほしかわ ゆうき、1990年8月20日 - ）は、日本の俳優。神奈川県横浜市出身。アイティ企画所属。

## 人物
特技は登山、トレイルラン、ベース、ボクシング、サッカー、趣味はトレーニング、御朱印収集、写真撮影、読書、映画鑑賞。好きな映画は『グッド・ウィル・ハンティング』。好きな作家は伊坂幸太郎。
卒業論文『伊坂幸太郎研究』で優秀論文賞を受賞したことがある。

## 出演

### 映画
- バクマン。（2015年） - クラスメイト 役
- ズタボロ（2015年） - 黒華会少年 役
- 東京喰種トーキョーグール（2017年） - 不良 役
- パンク侍、斬られて候（2018年） - 腹ふり衆 役
- 愛なき森で叫べ（NETFLIX 2019年10月11日）- バンド・ベース 役
- るろうに剣心　最終章　The Final（2021年） - 神谷道場生 役
- 前科者(2022年1月28日)  -刑事役
- 消えない虹(2022年) -岡田隆二役
- シティーハンター（2024年4月25日、Netflix） - ボディーガード役

### テレビドラマ
- お兄ちゃん、ガチャ（2015年、日本テレビ） - 不良 役（第4話・第7話）
- ワイルド・ヒーローズ（2015年4月 - 6月、日本テレビ） - 田川組・海老沢 役(レギュラー)
- 偽装の夫婦（2015年、日本テレビ） - 若者 役（第8話）
- レンタル救世主（2016年、日本テレビ） - ヤクザ 役（第8話）
- 黒い樹海（2016年、テレビ朝日） - 近藤先輩 役
- CRISIS 公安機動捜査隊特捜班（2017年、関西テレビ・フジテレビ） - 奥田 役（第5話）
- 兄に愛されすぎて困ってます（2017年、日本テレビ） - ガラの悪い男 役（第2話ゲスト）
- 義母と娘のブルース（2018年、TBS） - 麦田の悪友 役（第8話ゲスト）
- 今日から俺は!!（2018年、日本テレビ） - 井上の手下 役（第1話）
- 大河ドラマ（NHK）
  - いだてん〜東京オリムピック噺〜（2019年） - 朝日新聞記者 役（第25回～第38回）
  - どうする家康（2023年） - 服部某 役（第29回）
- これは経費で落ちません!（2019年、NHK） - 社員A 役（第5話）
- スパイの妻（2020年、NHKBS8K） - 日本陸軍少尉 役
- 相棒 season19（2020年、テレビ朝日） - 半グレの先輩 役(第10話)
- 舟を編む 〜私、辞書つくります〜（2024年3月10日  、NHK BS・NHK BSプレミアム4K） - 若者 役（第4話ゲスト）
- オクトー 〜感情捜査官 心野朱梨〜 Season2（2024年10月17日・24日・11月8日・14日、読売テレビ・日本テレビ系） - 半グレ 役（第3話・第4話・第6話・第7話）[3]

### WEBドラマ
- 愛なき森で叫べ:Deep Cut（2020年、NETFLIX） - バンド・ベース 役 (第3話)
- ミッドナイト☆ミッドスター（2023年、YouTube、TikTok ） - 暴走族役 (第6話、第7話)
- ワンダーハッチ -空飛ぶ竜の島-（2023年12月20日、Disney+ Star） - 会社員の男役(第2話)
- 忍びの家 House of Ninjas（2024年2月15日 - 、Netflix） - ナンパ男役(第1話)
- 逆転人生〜王子様と恋をしてみました〜(2025年3月、helo、) - スカウトマン 役
- ドンケツ （2025年4月、DMM TV） - 月輪会孤月組組員・稲葉 役（レギュラー）

### CM
- ポッキー（江崎グリコ）
- クレアラシル
- Google Play Games 「スマホゲームをPCで。」篇
- ソニー生命 「生きがいを、愛そう。」篇 トレイルランナー役

### オリジナルビデオ
- 帰ってきた獣電戦隊キョウリュウジャー 100 YEARS AFTER（（2014年） - 店員 役

### アニメ・ゲーム
- ミチコとハッチン（2008年、フジテレビ） - 少年B 役/マーキー 役（第4話/第8話）
- ラストエスコート - 中学生 役

### ミュージック・ビデオ
- MV『ACE OF SPADES feat.登坂広臣「SIN」from HiGH＆LOW』
- Kis-My-Ft2「C'monova」（2024年）

### その他
- 英雄たちの選択 赤穂浪士・最期の４９日(NHK BSプレミアム) -磯貝十郎座衛門役
- 『妖怪ランキング大百科』(CX) -坂上田村麻呂役
- 爆報! THE フライデー（再現VTR）、TBS）- 主人公・内山麿我 役
- 24時間TV「遺骨収集人」（再現ドラマ）、日本テレビ - 　主人公・西村幸吉 役
- トレインチャンネル『飲酒撲滅キャンペーン』メイン
- 踊る!さんま御殿!!（日本テレビ）
- 損する人得する人(日本テレビ)
- 私の何がイケないの?（TBS）
- THE突破ファイル(日本テレビ)再現ドラマ -タクシー強盗役